# Book of Nods
Book of Nods is een studioalbum van Aidan Baker. Baker speelde gitaar, piano, orgel, slagwerk en dwarsfluit op dit album. Het is live op het album terechtgekomen, waarbij wel gebruikgemaakt is van de looptechniek. Voor een album van Baker is het gebruik van orgeldrones bijzonder. De eerste oplage verscheen als 500 stuks, waarvan sommige handgeschreven genummerd waren. De hoes en inlay laten Chinese karakters zien. In 2010 vond er een heruitgave plaats.

## Muziek
| Nr. | Titel         | Duur  |
| --- | ------------- | ----- |
| 1.  | Love          | 7:59  |
| 2.  | Survival      | 19:10 |
| 3.  | Obsession     | 10:56 |
| 4.  | Good and evil | 15:20 |

Of het album gebaseerd is op Jim Carrolls The Book of Nods is onbekend.